# Frecska Alajos
Frecska Alajos (Diósjenő, 1820. július 2. – Meaux, 1890-1891 március?) magyar ferences szerzetes, tanár.

## Élete
Először papnevelő intézeti lelki igazgató volt Pécsett, később lazarista és Meauxban, Franciaországban a teológia tanára. Cikkeket írt a Katolikus Néplap-ba (1848–1849, 1851.), valamint Dióssy Jenő álnévvel az Uj Magyar Sion-nak és a Tájékozó-nak munkatársa volt. Bár rég elszakadt honától, többször írt hazai lapokba magyar tárcákat.